# Pelecopsis
Pelecopsis Simon, 1864 è un genere di ragni appartenente alla famiglia Linyphiidae.

## Distribuzione
Le ottantatré specie oggi attribuite a questo genere sono state rinvenute prevalentemente nella regione olartica e nell'ecozona afrotropicale.

## Tassonomia
Considerato un sinonimo anteriore di Lophocarenum Menge, 1866, a seguito di un lavoro dell'aracnologo Wiehle del 1960; è anche sinonimo anteriore di Exechophysis Simon, 1884 a seguito di un lavoro dell'aracnologo Millidge del 1977.
Non è invece sinonimo anteriore di Kratochviliella Miller, 1864, secondo uno studio degli aracnologi Wunderlich & Nicolai del 1984 e contra un lavoro anteriore dello stesso Wunderlich del 1972.
A giugno 2012, si compone di 83 specie e quattro sottospecie:
1. Pelecopsis agaetensis Wunderlich, 1987 — Isole Canarie
2. Pelecopsis albifrons Holm, 1979 — Kenya
3. Pelecopsis alpica Thaler, 1991 — Austria
4. Pelecopsis alticola (Berland, 1936)[3] — Kenya
  - Pelecopsis alticola elgonensis (Holm, 1962)[3] — Uganda
  - Pelecopsis alticola kenyensis (Holm, 1962)[3] — Kenya
  - Pelecopsis alticola kivuensis (Miller, 1970)[4] — Congo
5. Pelecopsis amabilis (Simon, 1884) — Algeria
6. Pelecopsis aureipes Denis, 1962 — Marocco
7. Pelecopsis biceps (Holm, 1962)[3] — Tanzania
8. Pelecopsis bicornuta Hillyard, 1980 — Spagna, Marocco
9. Pelecopsis bishopi Kaston, 1945 — USA
10. Pelecopsis bucephala (O. P.-Cambridge, 1875) — Mediterraneo occidentale
11. Pelecopsis capitata (Simon, 1884) — Francia
12. Pelecopsis cedricola Bosmans & Abrous, 1992 — Algeria
13. Pelecopsis coccinea (O. P.-Cambridge, 1875) — Spagna, Marocco
14. Pelecopsis crassipes Tanasevitch, 1987 — Russia, Asia Centrale
15. Pelecopsis denisi Brignoli, 1983 — Andorra, Francia
16. Pelecopsis digitulus Bosmans & Abrous, 1992 — Algeria
17. Pelecopsis dorniana Heimer, 1987 — Russia, Mongolia
18. Pelecopsis elongata (Wider, 1834)[5] — Europa, Russia
19. Pelecopsis eminula (Simon, 1884) — Francia, Italia
20. Pelecopsis flava Holm, 1962 — Uganda, Congo
21. Pelecopsis fornicata Miller, 1970 — Congo
22. Pelecopsis fulva Holm, 1962 — Uganda
23. Pelecopsis hamata Bosmans, 1988 — Camerun
24. Pelecopsis hipporegia (Denis, 1968) — Algeria
25. Pelecopsis humiliceps Holm, 1979 — Kenya, Uganda
26. Pelecopsis indus (Tanasevitch, 2011) — India, Pakistan
27. Pelecopsis inedita (O. P.-Cambridge, 1875) — Mediterraneo
28. Pelecopsis infusca Holm, 1962 — Uganda
29. Pelecopsis intricata Jocqué, 1984 — Sudafrica
30. Pelecopsis janus Jocqué, 1984 — Sudafrica
31. Pelecopsis kabyliana Bosmans & Abrous, 1992 — Algeria
32. Pelecopsis kalaensis Bosmans & Abrous, 1992 — Algeria
33. Pelecopsis laptevi Tanasevitch & Fet, 1986 — Asia Centrale
34. Pelecopsis leonina (Simon, 1884) — Algeria
35. Pelecopsis litoralis Wunderlich, 1987 — Isole Canarie
36. Pelecopsis loksai Szinetár & Samu, 2003 — Ungheria
37. Pelecopsis lunaris Bosmans & Abrous, 1992 — Algeria
38. Pelecopsis major (Denis, 1945) — Algeria
39. Pelecopsis malawiensis Jocqué, 1977 — Malawi
40. Pelecopsis margaretae Georgescu, 1975 — Romania
41. Pelecopsis medusoides Jocqué, 1984 — Sudafrica
42. Pelecopsis mengei (Simon, 1884) — Regione olartica
43. Pelecopsis minor Wunderlich, 1995 — Mongolia
44. Pelecopsis modica Hillyard, 1980 — Spagna, Marocco
45. Pelecopsis moesta (Banks, 1892) — USA
46. Pelecopsis monsantensis Bosmans & Crespo, 2010 — Portogallo
47. Pelecopsis moschensis (Caporiacco, 1947) — Tanzania
48. Pelecopsis mutica Denis, 1957 — Francia
49. Pelecopsis nigriceps Holm, 1962 — Kenya, Uganda
50. Pelecopsis nigroloba Fei, Gao & Zhu, 1995 — Russia, Cina
51. Pelecopsis odontophora (Kulczynski, 1895) — Georgia
52. Pelecopsis oranensis (Simon, 1884) — Marocco, Algeria
53. Pelecopsis oujda Bosmans & Abrous, 1992 — Marocco
54. Pelecopsis palmgreni Marusik & Esyunin, 1998 — Russia, Kazakistan
55. Pelecopsis papillii Scharff, 1990 — Tanzania
56. Pelecopsis parallela (Wider, 1834) — Regione paleartica
57. Pelecopsis paralleloides Tanasevitch & Fet, 1986 — Asia Centrale
58. Pelecopsis partita Denis, 1953 — Francia
59. Pelecopsis parvicollis Wunderlich, 1995 — Mongolia
60. Pelecopsis parvioculis Miller, 1970 — Angola
61. Pelecopsis pasteuri (Berland, 1936)[3] — Tanzania
62. Pelecopsis pavida (O. P.-Cambridge, 1872) — Israele
63. Pelecopsis physeter (Fage, 1936)[3] — Congo, Ruanda, Kenya, Tanzania
64. Pelecopsis pooti Bosmans & Jocqué, 1993 — Spagna
65. Pelecopsis proclinata Bosmans, 1988 — Camerun
66. Pelecopsis punctilineata Holm, 1964 — Congo, Ruanda
67. Pelecopsis punctiseriata (Bösenberg & Strand, 1906) — Giappone
68. Pelecopsis radicicola (L. Koch, 1872) — Regione paleartica
69. Pelecopsis reclinata (Holm, 1962)[3] — Kenya, Uganda
70. Pelecopsis riffensis Bosmans & Abrous, 1992 — Marocco
71. Pelecopsis robusta Weiss, 1990 — Romania
72. Pelecopsis ruwenzoriensis (Holm, 1962)[6] — Uganda
73. Pelecopsis sanje Scharff, 1990 — Tanzania
74. Pelecopsis sculpta (Emerton, 1917) — Canada
  - Pelecopsis sculpta digna Chamberlin & Ivie, 1939[7] — USA
75. Pelecopsis senecicola Holm, 1962 — Uganda
76. Pelecopsis steppensis Gnelitsa, 2008 — Ucraina
77. Pelecopsis subflava Russell-Smith & Jocqué, 1986 — Kenya
78. Pelecopsis suilla (Simon, 1884) — Algeria
79. Pelecopsis susannae (Simon, 1914) — Francia
80. Pelecopsis tenuipalpis Holm, 1979[8] — Uganda
81. Pelecopsis tybaertielloides Jocqué, 1984 — Kenya
82. Pelecopsis unimaculata (Banks, 1892) — USA
83. Pelecopsis varians (Holm, 1962)[3] — Kenya, Uganda

### Specie trasferite
- Pelecopsis bacelarae (Caporiacco, 1949); trasferita al genere Tybaertiella Jocqué, 1979[1].
- Pelecopsis bacelarae dundoensis Miller, 1970; trasferita al genere Tybaertiella Jocqué, 1979.
- Pelecopsis humicola Miller, 1970; trasferita al genere monospecifico Proelauna Jocqué, 1981.
- Pelecopsis krausi Wunderlich, 1980; trasferita al genere Scutpelecopsis Marusik & Valery Gnelitsa, 2009.
- Pelecopsis locketi Cooke, 1967; trasferita al genere Parapelecopsis Wunderlich, 1992.
- Pelecopsis lucasi (O. P.-Cambridge, 1875); trasferita al genere Trichopterna Kulczyński, 1894.
- Pelecopsis machadoi  Miller, 1970; trasferita al genere Tybaertiella Jocqué, 1979.
- Pelecopsis mediocris (Kulczyński, 1899); trasferita al genere Parapelecopsis Wunderlich, 1992.
- Pelecopsis medusa (Simon, 1881); trasferita al genere Minyriolus Simon, 1884.
- Pelecopsis nemoralioides (O. P.-Cambridge, 1884); trasferita al genere Parapelecopsis Wunderlich, 1992.
- Pelecopsis nemoralis (Blackwall, 1841); trasferita al genere Parapelecopsis Wunderlich, 1992.
- Pelecopsis nonindurata Miller, 1970; trasferita al genere Tybaertiella Jocqué, 1979.
- Pelecopsis pilawskii Czajka, 1968; trasferita al genere Kratochviliella Miller, 1938.
- Pelecopsis proclivis (Simon, 1884); trasferita al genere Baryphyma Simon, 1884.
- Pelecopsis pyrenaea (Simon, 1918); trasferita al genere Parapelecopsis Wunderlich, 1992.
- Pelecopsis stylita (Bösenberg & Strand, 1906); trasferita al genere Nematogmus Simon, 1884.
- Pelecopsis subfusca (Bösenberg, 1902); trasferita al genere Trichopterna Kulczyński, 1894.

### Omonimie ridenominate
- Pelecopsis montana Denis, 1960; gli esemplari così originariamente descritti sono stati riconosciuti omonimi di P. denisi Brignoli, 1983[1].
- Pelecopsis tenera (Holm, 1962); gli esemplari così originariamente descritti sono stati riconosciuti omonimi di P. tenuipalpis Holm, 1979[1].

### Nomen nudum
- "Lophocarenum" yuharai Yuhara, 1931; questa denominazione dall'aracnologo Yaginuma, nello studio di Brignoli del 1983c, è indicata come Pelecopsis; non essendo possibile rintracciare l'esemplare di riferimento, è da ritenersi nomen nudum[1].

### Nomina dubia
- Pelecopsis affinis (Simon, in Bösenberg, 1902); esemplare reperito in Germania, a seguito di un lavoro di Denis del 1964 è da ritenersi nomen dubium[1].
- Pelecopsis lichenorum (Hull, 1931); esemplari femminili rinvenuti in Inghilterra e originariamente ascritti all'ex-genere Lophocarenum, a seguito di un lavoro di Denis del 1964 sono da ritenersi nomina dubia[1].
- Pelecopsis moebi (Dahl, 1883); esemplari maschili e femminili rinvenuti in Germania, in origine descritti nel genere Erigone, trasferiti nell'ex-genere Brachycentrum da Dahl nel 1886 e confermati da Roewer nel 1928, a seguito del medesimo lavoro di Denis del 1964 sono da ritenersi nomina dubia[1].
- Pelecopsis straminea (Menge, 1868); esemplari maschili e femminili rinvenuti in Germania, in origine descritti nell'ex-genere Lophocarenum, a seguito di un lavoro di Denis del 1964 sono da ritenersi nomina dubia[1].
- Pelecopsis tenera (Schenkel, 1927b); esemplare femminile rinvenuto in Svizzera, in origine descritto nell'ex-genere Brachycentrum, a seguito di uno studio dell'aracnologo Thaler del 1978a, è da ritenersi nomen dubium[1].
- Pelecopsis turgida (Blackwall, 1841) esemplari maschili e femminili, reperiti in Europa, originariamente ascritti al genere Walckenaeria (vedi anche il lavoro di Blackwall del 1864a); sono stati poi trasferiti all'ex-genere Lophocarenum da Simon in un lavoro del 1926 e a Monocephalus Smith, 1906, in un lavoro di Hull del 1932; a seguito del predetto lavoro di Denis del 1964b sono da ritenersi nomina dubia[1].